# هيرمان بيلي
هيرمان بيلي (بالإنجليزية: Herman Bailey)‏ هو رسام أمريكي، ولد في 28 نوفمبر 1931 في شيكاغو في الولايات المتحدة، وتوفي في 27 أبريل 1981.